# Meth-Mund

Vermutlicher Meth-Mund

Als Meth-Mund (engl. Meth mouth) wird umgangssprachlich ein fortgeschrittenes Stadium von Zahnkaries, resultierend aus dem Konsum der Droge Methamphetamin („Crystal Meth“), bezeichnet. Ähnliche Folgen haben aber auch der starke (bzw. missbräuchliche) Konsum anderer Stimulanzien wie Amphetamine, Kokain oder Methylphenidat. Laut der American Dental Association ist ein Meth-Mund die Folge aus der Kombination mehrerer Symptome:
- verminderte Speichelproduktion, die eine Mundtrockenheit zur Folge hat
- mangelnde Mundhygiene
- gesteigerter Konsum zuckerhaltiger Getränke
- häufiges Zähneknirschen (Trismus und Bruxismus), welches eine Beschädigung und Abnutzung des Zahnschmelzes mit sich bringt[2][3]

Zudem wird laut Pennsylvania Dental Association angenommen, dass einige Inhaltsstoffe der Droge den Zahn direkt angreifen und so beschädigen können. Jedoch wurden bereits Meth-Mund-Diagnosen nach Medikamentenmissbrauch von pharmazeutischem Methamphetamin gestellt. Wahrscheinlich ist aber, dass diese ebenfalls durch klassische Symptome von Meth-Konsum ausgelöst werden.